# Youkounkoun
Youkounkoun är en ort i Guinea.   Den ligger i prefekturen Koundara Prefecture och regionen Boke Region, i den nordvästra delen av landet, 300 km norr om huvudstaden Conakry. Youkounkoun ligger 76 meter över havet och antalet invånare är 7 952.
Terrängen runt Youkounkoun är platt. Runt Youkounkoun är det ganska glesbefolkat, med 22 invånare per kvadratkilometer. Närmaste större samhälle är Koundara, 20,0 km väster om Youkounkoun. Omgivningarna runt Youkounkoun är huvudsakligen savann.